# Знижка

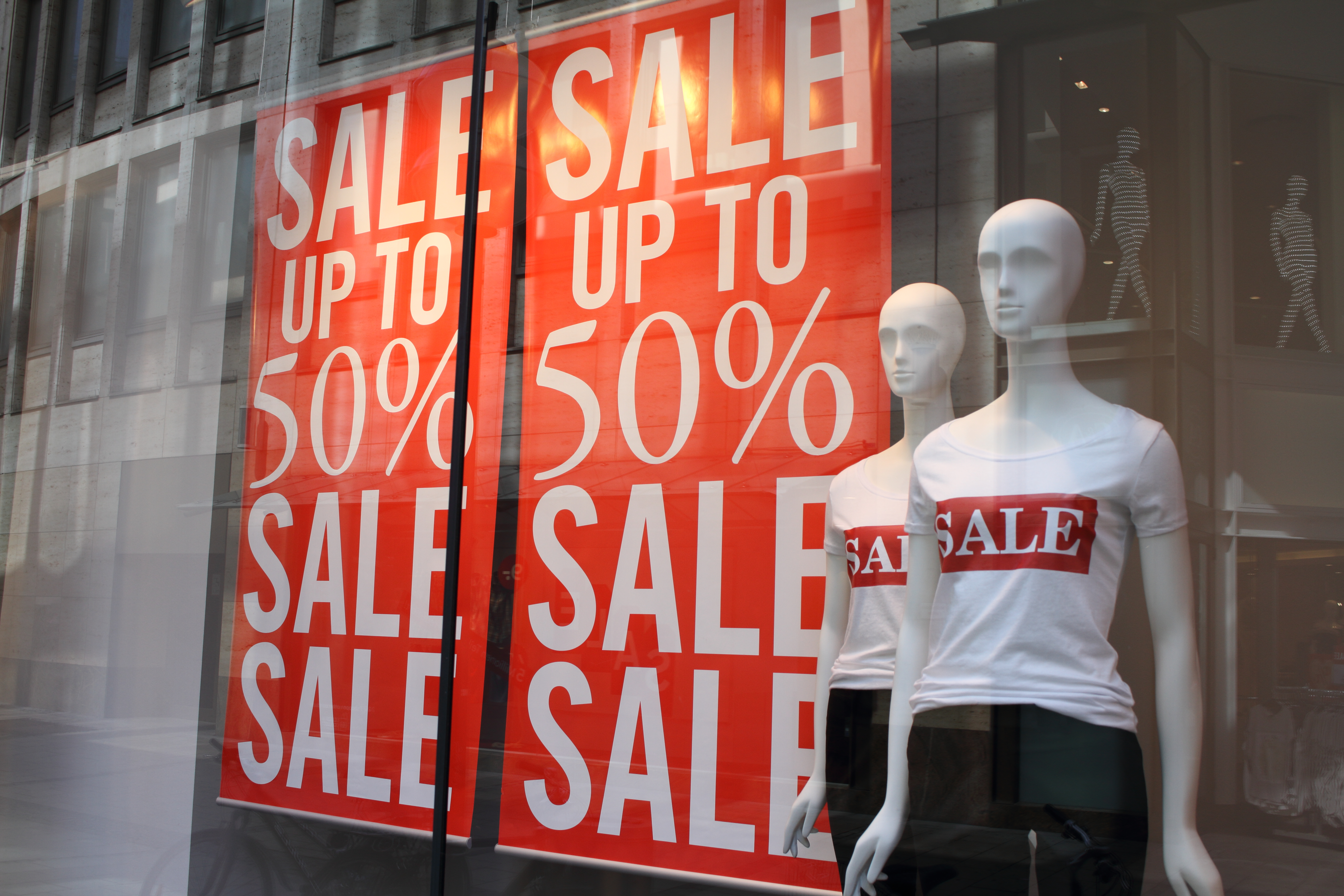
Пропозиція знижки в крамниці

Зни́жка, або дискаунт — тимчасове зменшення ціни товару, що реалізується покупцю. Знижка може бути як базовою, так і одноразовою. Найчастіше продавці застосовують знижки як один із елементів рекламної кампанії для підвищення продажів товарів. Підприємство роздрібної торгівлі знижує ціни на товари шляхом обмеження їх асортименту, відмови від дорогих способів зберігання тощо.
Перші знижки з'явилися в умовах вуличної торгівлі. Продавець знижував ціну у результаті торгу за товар — сума знижки не була фіксованою, а залежала від продавця та покупця. Також, як і зараз, знижки надавалися тому покупцю, який придбав більше товарів. Знижка може бути запропонована при негайній оплаті готівкою (готівкова знижка) або при гуртовій закупівлі (торгова знижка). Торгові знижки надаються для того, щоб дозволити продавцю збільшити обсяг продажів і, отже, досягти економії від масштабу, або використовуються, як спосіб, щоб заручитися «вірністю» клієнта, або надаються на вимогу великого і впливового покупця.
У наш час практика надання знижки активно використовується всіма компаніями (зокрема, малим бізнесом та індивідуальними підприємцями). Розмір знижки залежить від багатьох факторів — характеру угоди, умов постачання і платежу, взаємовідносин з покупцями і кон'юнктури ринку в момент укладання угоди та ін. При розробці знижок враховуються інтереси як покупця, так і продавця. За характером обороту знижки поділяються на гуртові, закупівельні, роздрібні і договірні.

## Види знижок
- звичайна знижка
- сезонна знижка
- знижки за прискорення оплати

Зразок дисконтної картки

- знижка за більшу кількість придбаного товару
- дилерська знижка
- знижка за гіршу якість товару
- знижка на новий товар
- знижка на застарілий товар
- експортна знижка
- знижка за оплату готівкою
- знижка за умови експлуатації продукції — зниження ціни через неспроможність продавця здійснювати технічне післяпродажне обслуговування, якщо він зобов'язаний це робити за гарантією
- спеціальна знижка — надається покупцям, у яких продавець з певних причин особливо зацікавлений.
- функціональна знижка (знижка сфері торгівлі) — зниження ціни товару, що пропонується продавцями учасникам каналів товароруху, які виконують певні функції, наприклад, продаж товару, його зберігання і ведення обліку.
- ребейт
- кешбек

## Дисконтна картка
Іноді продавець надає покупцю документ (як правило, це пластикова картка, схожа на платіжну картку), який є доказом для отримання систематичних знижок. У такому випадку не приймаються документи, що підтверджують пільговий статус (як студентів, інвалідів, резиденти і т. д.). Дисконтні картки як правило випускають мережі магазинів, АЗС, автосалони, спортивні клуби, пральні, аптеки, клініки, авіакомпанії, салони краси, ресторани, клуби, інтернет-провайдери, автомайстерні, зоомагазини тощо.